# Marabout

Jean Lecomte du Noüy – Marabout in Verzückung

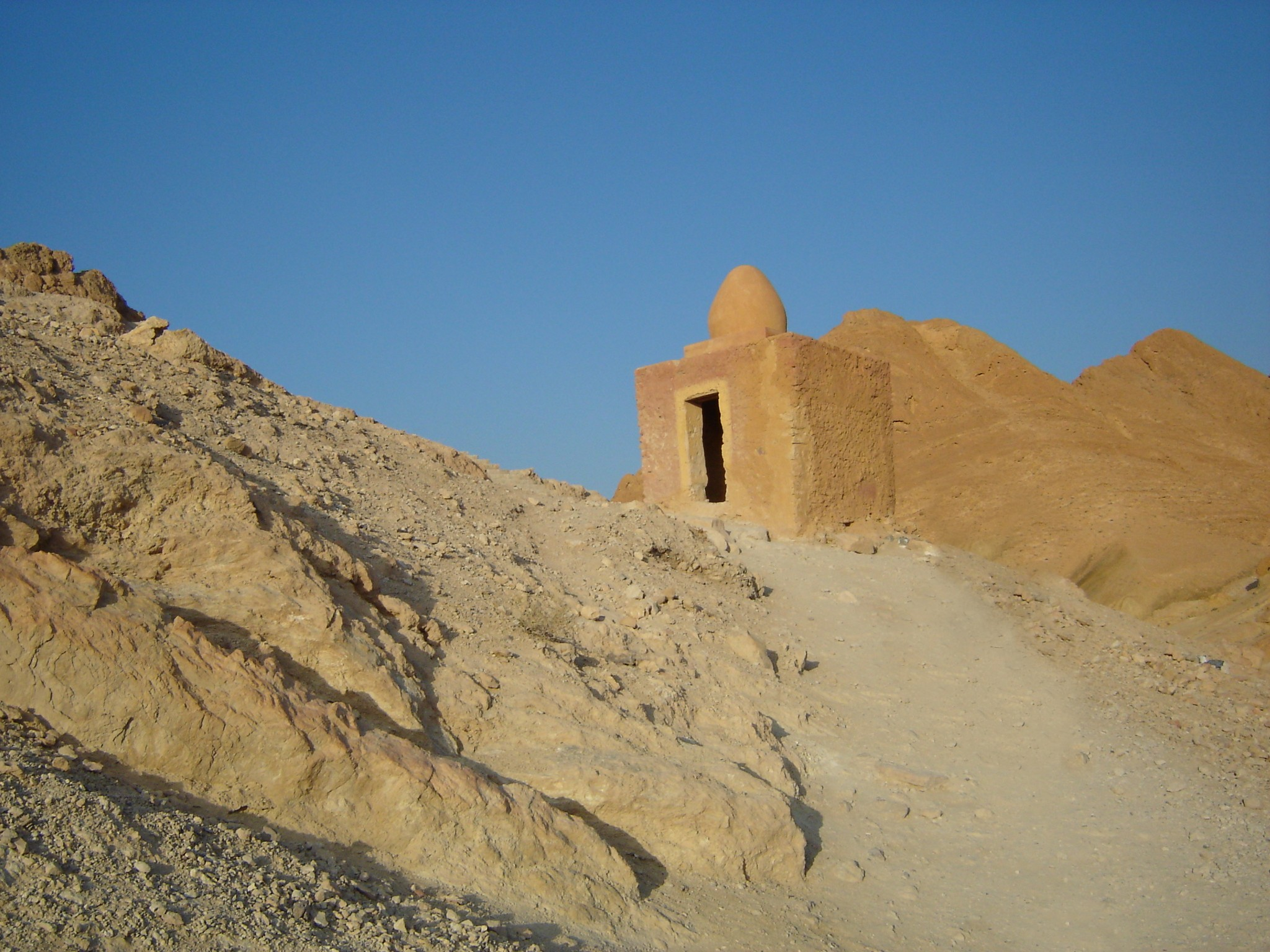
Marabout-Mausoleum bei Chebika, Tunesien

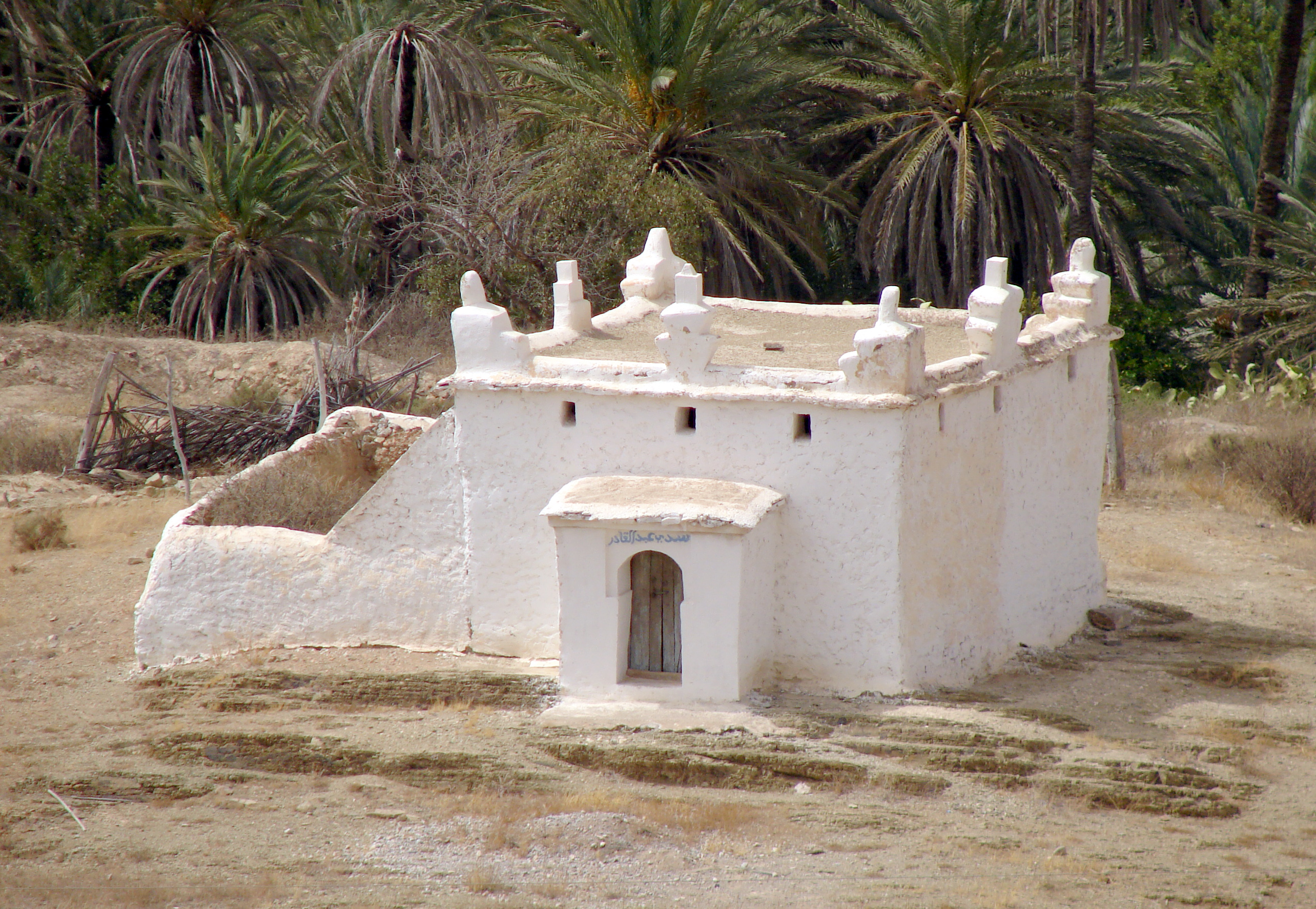
Grab, Mausoleum (ḍarīḥ) eines Heiligen in Südmarokko

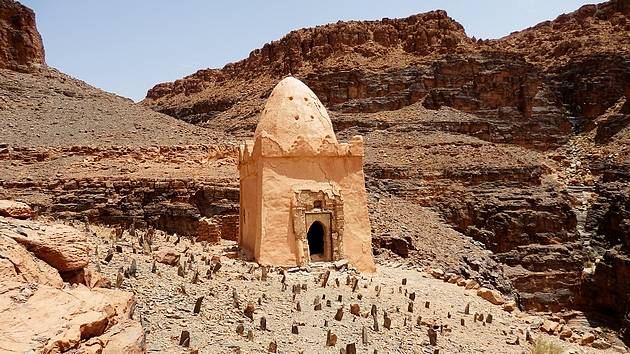
Marabut von Aït Herbil bei Tamanart, Südmarokko; die kleinen aufrecht stehenden Steinplatten sind Hinweise auf einen Berberfriedhof.

Ein Marabout (auch Marabou oder Marabut) ist im Maghreb und in Westafrika ein islamischer Heiliger, meist aus der Tradition des Sufismus (islamische Mystik).
Das Wort ist von dem arabischen Begriff Murābit (arabisch مرابط, DMG murābiṭ) abgeleitet, der das aktive Partizip zu dem Substantiv ribāṭ bildet. Dieses wiederum ist eine Kurzform des im Koran (Sure 8:60) verwendeten Ausdrucks ribāṭ al-chail, der das „Zusammenziehen der Pferde“ für den Kampf gegen die Ungläubigen bezeichnet. Der Begriff Murābit liegt auch dem Namen der marokkanischen Almoraviden-Dynastie zugrunde.
Durch Vermittlung des portugiesischen marabuto und des spanischen morabito erscheint der Begriff bereits in mitteleuropäischen Reiseberichten aus dem 17. Jahrhundert. Auch die Grabstätte eines Marabout selbst wird manchmal so genannt. Einige dieser Gräber gelten als heilige Stätten; sie besitzen angeblich heilsame Kräfte.

## Marabouts in Marokko
Um die Grabstätten berühmter, überregional verehrter Persönlichkeiten entstanden vor allem in Marokko Sufi-Zentren; man nennt sie zâwija, im islamischen Osten heißen sie chânkah und auf Türkisch tekke. Man erkennt die Anlagen zumeist an den mit Kalk geweißten Kuppelbauten (qubba). Einige Zawiyas in Marokko beherbergen in der Nähe des Grabes auch eine Bibliothek, in der die vom Lokalheiligen und seinen Nachfolgern gesammelten Handschriften aus allen Bereichen der islamischen Wissenschaften aufbewahrt werden. Die bekannteste Zawiya im Südosten Marokkos ist die im Jahre 1575 gegründete Zawiya des Nasiriyya-Ordens in Tamagrūt, südlich von Zagora (Marokko). Im Atlas-Gebirge ist die az-Zawiya al-ʿAyyāschīya in Sīdī Ḥamza durch ihre reichhaltige Bibliothek, die der Gründer Abū Sālim al-ʿAyyāschī bereits im 17. Jahrhundert angelegt hatte, bekannt. Der Gesamtbestand der Bibliothek ist erstmals im Jahre 2009 in einem sorgfältig zusammengestellten, nach Themenbereichen der islamischen Wissenschaften geordneten Katalog in vier Bänden publiziert worden. Auch ganze Clans können maraboutischen Charakter besitzen, so etwa die Kunta in Mauretanien und Mali, deren Oberhaupt aus der berühmten Familie al-Baqqai zwischen ca. 1830 und 1894 in Timbuktu residierte und einen großen spirituellen, aber auch politischen Einfluss über die Mauren und die Tuareg ausübte.
An der Spitze einer Zawiya steht ein unmittelbarer Nachkomme des Marabout, der die Einkünfte verwaltet und unter den anderen Mitgliedern der Maraboutfamilie verteilt. Marabouts können sowohl Männer als auch Frauen sein; Erstere nennt man im Allgemeinen sidi (aus: saiyidi = „mein Herr“) oder „mulai“ (aus: maulaya = „mein Herr“), heilige Frauen führen den berberischen Titel lalla („Herrin“).
Neben den Heiligen, deren historische Existenz überliefert ist, gibt es Marabouts, deren Ursprung nicht nachweisbar ist; sie sind oft namenlos oder tragen fantasievolle Namen wie Sidi al-Muchfi: (= „der Verborgene“), Sidi Qadi al-Hadscha: (= „der die Bedürfnisse – des Suchenden – erfüllt“), Bou Schta (aus: Abu Schita): „der Regenspender“, abgeleitet aus schita': „Winter“, d. h. die regenreiche Jahreszeit. Ihre Heiligtümer sind einfache, mit Steinen umzäunte Anlagen ohne Kuppel. Sagenumwoben und mit Sicherheit unhistorisch sind die Grabstätten des Prophetengefährten Sidi Sahbi in Kairouan und des Abu Lubaba in Gabès.
Der Kult der Sieben Heiligen von Marrakesch basiert auf historischen Persönlichkeiten.
Grundsätzlich kann man davon ausgehen, dass nordafrikanische Ortsnamen, die mit Sidi beginnen, (wie Sidi bel Abbès) auf männliche Marabouts zurückzuführen sind, deren Kult heute noch lebendig oder schon verblasst ist. Weibliche Heilige werden mit Lalla angesprochen (siehe Lalla Takerkoust).

## Marabouts in Westafrika
In der traditionellen hierarchischen Sozialstruktur in Mauretanien (siehe Ethnien in Mauretanien) bilden Marabouts neben den Kriegern (hassan) eine der beiden oberen Klassen der Bidhan.
Während der französischen Kolonialzeit gab es in der senegalesisch-mauretanischen Zone eine Anzahl von Marabouts, die mit der Kolonialmacht zusammenarbeiteten: Hierzu gehörten Saad Buh (gestorben 1917) von der Fādilīya, Malik Sy (gestorben 1922) von der Tidschānīya, Sidiyya Baba (gestorben 1924) und Amadu Bamba (gestorben 1927), der Begründer der Murīdīya. Sie waren als die grands marabouts bekannt. Da es aber immer wieder Gerüchte über bevorstehende muslimische Aufstände gab und die Kolonialbehörden subversive Aktivitäten von muslimischer Seite fürchteten, ließen sie  die Marabouts streng überwachen und schränkten ihre Kontakte zu Muslimen aus anderen Ländern ein.
Im Senegal entstand im 20. Jahrhundert eine neue Klasse von Marabouts, die sich neben ihrer religiösen Aktivität auch intensiv auf politischer Ebene betätigten. Beispiele für diese „politischen Marabouts“ sind neben Amadu Bamba Babakar Sy, der 1927 innerhalb der Sy-Tidschaniyya die Dahiratoul Moustarchidina wal Moustarchidaty gründete, Ibrahim Baye Niass und Serigne Saliou Mbacké, der fünfte Kalif der Murīdīya. Durch die Herausbildung von erblichen Kalifaten in Murīdīya und Tidschānīya wurden andere Marabouts an den Rand gedrängt. Sie sind meist nur noch in sekundären Funktionen innerhalb dieser Bruderschaften tätig.